# Litchfield, Connecticut
Litchfield, kommun (town) i Litchfield County, Connecticut, USA. Kommunen hade år 2010 8 466 invånare. Den har enligt United States Census Bureau en area på 147,1 km².